# Mastophora piras
Mastophora piras là một loài nhện trong họ Araneidae.
Loài này thuộc chi Mastophora. Mastophora piras được Herbert Walter Levi miêu tả năm 2003.